# 镇江历史

## 渡口时代：商周到六朝
镇江的土著居民为荆蛮人。西周时期，周康王（公元前1000年左右）分封“夨”为宜侯，如今的镇江一带即为“宜”地。1954年从镇江大港烟墩山出土的国宝级西周青铜器“宜侯夨簋”及其126字的铭文表明镇江至少已有3000年的文明史。
春秋时，镇江属吴国，被称为“朱方”。吴王开凿邗沟以沟通长江、淮河，镇江由于位于邗沟与长江交汇处南岸，逐渐形成长江下游南北交通的主要渡口之一。后，吴国被越国所灭，楚国又灭越国，并将朱方之名改称谷阳（因镇江位于北固山之南）。
前210年，秦始皇南巡来到谷阳，见此地形势雄险，“因山为垒，临江望海”，遂命3000赭衣囚徒凿断京岘山，以破王者之气，并改名为丹徒，县治设于今丹徒镇。
东汉末年，天下大乱，原籍浙江富阳的孙钟迁居丹阳司徒钟离村，其子孙坚、孙孙策、孙权先后统率江东兵马。孙权在迁都建业（今南京）以前，于209年（建安十四年）先在京口临江的北固山居高临下建造一座坚固的军事堡垒“京城”，俗称铁瓮城，作为新都的东部屏障，从此镇江有“京口”之称。后来这一段的长江河段也称为京江。
西晋末年，中原发生八王之乱和五胡乱华，为避战乱，大量人口举族渡江南迁，东晋在江南各地设侨州、侨郡，安置流民。京口作为重要渡口，此侨置南徐州、南兖州以及南东海、南琅琊、南兰陵、南濮阳等18郡，县治多至60多个，移民数量远超土著。在避难来此的人中，有“闻鸡起舞”的祖逖，以及文学家刘勰、政治家刘裕的祖先。刘裕取代东晋建宋后，下令移民土断，撤并流寓郡县。

## 运河时代：唐宋到明清
589年，隋朝军队渡江攻占陈朝的京城建康以及京口，并改丹徒县为延陵县。595年（隋文帝开皇十五年），在此设置润州。隋唐时期，随着京杭大运河的开辟，镇江作为联系中原王朝与六朝以后新兴的江南经济区之间的漕运孔道，形成一个繁盛的航运与商业城市。
1113年（宋徽宗政和三年），升润州为镇江府，镇江名称始于此时。
北宋末年靖康之难发生后，金兵攻陷扬州，大量中原人口逃难南渡到镇江。同时，镇江作为江防前线，驻屯的军队在四万人以上，其中在黄天荡大败金兀术的韩世忠、梁红玉夫妇所率领的淮军即有八千人。
元朝征服南宋后，调遣大批较为信任的色目人到江南各地，以弹压汉人。当时镇江的13504名居民中，回回、蒙古、女真、也里可温、契丹、畏吾儿、河西7个民族有2422人。他们多数信奉伊斯兰教，自成坊巷，集中居住；也有一部分信奉景教（基督教聂斯脱利派）。
明代镇江府属南直隶，下辖丹徒、丹阳、金坛3县。
清代镇江府增辖溧阳县。1659年，明朝遗臣郑成功、张煌言的水师攻入长江，一度攻克镇江，此后清朝便在镇江驻扎蒙古八旗军队，设立京口副都统，城内将近一半的面积划归八旗驻防。镇江的旗人起初是汉军八旗，乾隆二十八年以后由于剿匪不力调来原驻南京的蒙古八旗，兵员1000多名，包括眷属约有5000人。。

## 长江时代：19世纪后期
在鸦片战争后期的1842年7月21日，英军采取攻占镇江、封锁清朝漕运的策略，迫使道光帝同意签订和约。镇江之役是鸦片战争中决胜的一战，也是这次战争中最惨烈的战斗之一。郭富（Viscount Hugh Gougb）率领15000名英军猛攻镇江城，京口副都统海龄指挥蒙古八旗兵顽强抵抗，此役英军损失死37人伤129人，蒙古八旗兵阵亡600多人，京口副都统海龄战败自缢，英军入城后纵兵大肆抢劫，镇江街市在战争中受到严重破坏。此役对整个战局造成重大影响，8月1日英军经过扬州江面，扬州绅商缴纳赎城费50万圆，以保全扬州。8月29日，《中英南京条约》签订。 
1853年，太平军攻占镇江，封锁运河漕运。1858年，《中英天津条约》签订，规定镇江作为长江上开辟的3个通商口岸之一。1861年2月23日，镇江知府师荣光与英国参赞巴夏礼订立开辟镇江英租界的约章，确定将镇江西门外约5华里处银山门附近一块毁于太平天国战争的江边空地，包括平地130亩和银山26亩地租给英国人。镇江英租界初设时，由于镇江不时仍有太平军活动，英美商人只能在长江北岸的七濠口进行贸易。战后，在中国政府的一再催促下，外国商人才到南岸租界内租地建屋，英国领事馆则建在银山山坡上。
从镇江开埠到20世纪初的大约50年间，镇江由于地处长江和京杭大运河的交汇处，在19世纪下半叶迅速发展成为新兴的航运与贸易中心，主要轮船公司—怡和洋行、太古洋行、招商局都在镇江英租界及其附近的江边建造码头。许多英美商人，以及不少广东商人在镇江经营贸易。镇江与其他长江口岸之间的贸易规模很大，特别是米市和桐油贸易（来自湖南西部的洪江）。同时，整个淮河流域，包括江苏长江以北、安徽北半部、山东南半部和河南大片地区，都属于镇江直接的腹地，镇江成为这些地区与上海之间的一个主要转口港。在大约50年的时期内，镇江保持了繁荣，成为长江下游近代化程度仅次于上海的商业城市。同一时期，与镇江临近的南京虽然也被列为准备开放的通商口岸之一，但由于该市在太平天国战争中受创过重，战后经过多年才恢复元气，此时尚未形成镇江在商业上的竞争对手；位于镇江对岸传统的商业中心扬州则明显走向衰落。
镇江英租界内不允许华人在界内摆摊或经营酒店、茶楼，界内的零售商店非常少。镇江的商业中心位于英租界和旧城西门之间的区域。1889年，镇江发生火烧洋楼事件。

## 铁路时代：20世纪以来
1906年，京汉铁路通车，进出河南的货物改经汉口；1911年，津浦铁路通车，山东、安徽的货物也直接运往上海及青岛，南京则取代镇江成为南北交通的枢纽。同时，长江江流改变流向，镇江港口淤塞严重，外省和外国客商纷纷迁走，米市也转移到芜湖和无锡；由于无锡和南通的兴起，苏南西部和苏北东部盐城等地也脱离了镇江的势力范围。因此在20世纪初，镇江的贸易地位急剧衰落，其商业腹地逐渐收缩到苏北里运河沿线，主要以镇江-清江浦小轮航线联系扬州、高邮、淮安等地。同一时期，镇江的近代工业开始起步，但是随后工业的发展远远落后于沪宁铁路沿线的其它城市，如无锡和常州。
1927年3月24日，北伐军进入镇江后，镇江商会会长陆小波率领商团进入镇江英租界，接收工部局、巡捕房。全体英国侨民撤出。1929年11月15日，正式举行收回镇江英租界的典礼。
1929年，由于南京被确定为中华民国首都，江苏省会从南京迁至镇江。1930年代，镇江进行了一些市政建设，最重要的是修筑了贯通城西商业区的大西路，这也是1949年以前江苏省唯一的一条柏油马路（不含南京、上海）。
1937年11月23日，日军获悉江苏省政府主席顾祝同在大华饭店召开军事会议，派飞机轰炸，半个月后进城的日军又焚烧镇江商业区，使镇江城西大西路商业区，包括收回后的原镇江英租界在内几乎完全变成一片废墟，只有山上的镇江英国领事馆旧址幸存了下来。
汪精卫政权统治时期，曾将江苏省会从镇江迁到苏州。
1949年以后，镇江逐步由一个传统上的转口商业城市转变为一个中等工业城市。由于原来位于市区的老港区条件日趋恶化，于是在东郊的大港开辟新港区。